# Conditions
Conditions è il primo album dei The Temper Trap.

## Tracce
1. Love Lost – 3:36
2. Rest – 3:42
3. Sweet Disposition – 3:54
4. Down River – 3:45
5. Soldier On – 5:58
6. Fader – 3:12
7. Fools – 4:34
8. Resurrection – 5:32
9. Science Of Fear – 4:19
10. Drum Song – 3:21